# Vanessa Barbara
Vanessa Barbara (São Paulo, 14 de junho de 1982) é uma jornalista, tradutora e escritora brasileira.

## Ficção
Seu primeiro romance, O verão do Chibo, foi escrito em parceria com Emilio Fraia e lançado em 2008. Em 2010, pela editora 34, lançou o livro infantil Endrigo, o escavador de umbigos, ilustrado por Andrés Sandoval. 
Em 2012, foi selecionada para a coletânea Os melhores jovens escritores brasileiros da revista Granta como um dos 20 jovens autores brasileiros mais promissores.  No mesmo ano escreveu o roteiro da história em quadrinhos A máquina de Goldberg, ilustrada por Fido Nesti e publicada pela Companhia das Letras.
Publicou, no ano seguinte, o romance Noites de alface, pela editora Alfaguara, e, em 2014, a coletânea de crônicas O louco de palestra, pela Companhia das Letras.
Em 2015 publicou pela editora Intrínseca o romance Operação Impensável, que já tinha recebido o Prêmio Paraná de Literatura em 2014. Em 2021, lançou o infantil Bibi fica esquisita, com ilustrações de Ivo Minkovicius.
Pela Companhia das Letrinhas, selo infantil da Companhia das Letras, lançou em 2023 Mamãe está cansada, e no ano seguinte voltou ao tema da maternidade com o romance adulto Três camadas de noite, lançado pela editora Fósforo.
A grande invenção, outra ficção infantil da autora, com ilustrações de Rafael Ramalho, foi lançada em 2024 pela FTD.

## Jornalismo
Ganhou o Prêmio Jabuti na categoria Reportagem com O livro amarelo do Terminal, lançado pela Cosac Naify, sobre o cotidiano da Rodoviária do Tietê. 
Colaborou diversas vezes com a revista piauí e com os jornais Folha de S. Paulo, em que foi colunista, e O Estado de S. Paulo.
Desde 2014 publica uma coluna de opinião para a edição internacional do jornal estadunidense The New York Times. Também escreveu entre 2018 e 2023 para a revista estadunidenseThe New York Review of Books.

## Tradução
Traduziu autores como Gertrude Stein e F. Scott Fitzgerald.

## Adaptações para cinema
Em 2021 seu romance Noites de alface foi adaptado em um longa-metragem de mesmo título, estrelado por Marieta Severo e Everaldo Pontes.

## Vida pessoal
Em 2025, contou a história do abuso psicológico que sofreu de seu ex-marido, o editor André Conti, em um relato pessoal no podcast Rádio Novelo Apresenta.  A autora já tinha contado a história da relação abusiva com o ex-marido no livro Operação Impensável, usando recursos de ficção. Também havia falado a respeito do caso em um texto na revista piauí em 2017. O podcast teve ampla repercussão e suscitou uma discussão acerca da misoginia e do comportamento no meio literário. 

## Obras
- 2008 - O verão do Chibo (romance, com Emilio Fraia) - Ed. Alfaguara
- 2009 - O livro amarelo do Terminal (reportagem) - Ed. Cosac Naify
- 2010 - Endrigo, o escavador de umbigos (infantil, com Andrés Sandoval) - Ed. 34
- 2012 - A máquina de Goldberg (história em quadrinhos, com Fido Nesti) - Companhia das Letras
- 2013 - Noites de alface (romance) - Ed. Alfaguara[12]
- 2014 - O louco de palestra e outras crônicas urbanas (crônicas) - Companhia das Letras
- 2015 - Operação Impensável (romance) - Intrínseca.
- 2021 - Bibi fica esquisita (infantil, com Ivo Minkovicius) - Editora de Cultura.
- 2023 - Mamãe está cansada (infantil, com Laura Trochmann) - Companhia das Letrinhas.[13]
- 2024 - Três camadas de noite (romance) - Ed. Fósforo.[14]
- 2024 - A grande invenção (infantil, com Rafael Ramalho) - FTD.